# Smarty
Smarty és un motor de plantilles per a PHP, l'objectiu de les quals és separar el contingut de la presentació en una pàgina web, es troba sota la llicència GPL per la qual cosa pot ser usat lliurement. És habitual que en grans projectes el rol del dissenyador gràfic i el del programador siguin coberts per persones diferents, no obstant això la programació en PHP té la tendència a combinar aquestes dues tasques en una persona i dins del mateix codi el que comporta grans dificultats a l'hora de canviar alguna part del disseny de la pàgina, ja que s'ha de furgar entre els scripts per a modificar la presentació del contingut, Smarty té com a objectiu solucionar aquest problema.